# Schumacher College
Das Schumacher College in Dartington Hall, Devon, Großbritannien war ein internationales Zentrum für ökologische Studien und ganzheitliche Bildungsangebote. Es wurde 1991 von dem Inder Satish Kumar und weiteren Personen aus der englischen Schumacher Society gegründet und nach dem Wirtschaftswissenschaftler E. F. Schumacher benannt. Zu den Lehrenden am Schumacher College gehörten der Biologe und Komplexitätsforscher Brian Goodwin, der Physiker Fritjof Capra und der Soziologe und Historiker Wolfgang Sachs. Das College wurde Anfang September 2024 wegen Finanzierungsproblemen per sofort geschlossen.